# Cyphonocerinae
Cyphonocerinae là một phân họ bọ cánh cứng trong họ Lampyridae với chỉ có một số ít loài trong 2 chi được tìm thấy ở Bắc Mỹ và Á Âu. Lịch sử phân loại nó vẫn còn đang lẫn lộn; nó từng có nhiều lần được xếp vào phân họ Amydetinae hoặc Lampyrinae (do tính đa ngành). 

## Phân loại
Các chi trong phân họ Cyphonocerinae gồm:
- Cyphonocerus
- Pollaclasis Newman, 1838